# Volkan (giornale)
Volkan (in turco ottomano: وولقان, "Vulcano") è stato un quotidiano di breve durata pubblicato a Costantinopoli, nell'Impero ottomano. Il giornale fu in circolazione tra il 1908 e il 1909 e fu una delle pubblicazioni islamiste lanciate durante la Seconda era costituzionale.

## Storia
Volkan fu fondato da Derviş Vahdeti a Costantinopoli l'11 dicembre 1908. Vahdeti chiese un sostegno finanziario al sultano Abdul Hamid II prima di lanciare il giornale, ma la richiesta non fu accolta.
L'editore del Volkan era Derviş Vahdeti. Egli diresse il quotidiano fino al 20 aprile 1909, quando fu arrestato. All'inizio il giornale era favorevole alla nuova costituzione e relativamente liberale. Tuttavia, in seguito alla fondazione dell'Unione Muhammadan da parte di Vahdeti, il giornale divenne il suo organo e un fervente critico del Comitato Unione e Progresso. Il giornale pubblicò gli articoli di Said Nursî, futuro leader del movimento Nur. Gli articoli cominciarono ad essere scritti in uno stile militante. Vahdeti sostenne negli articoli pubblicati sul Volkan che il Comitato avrebbe dovuto obbedire ai principi islamici. Il giornale pubblicò anche materiale antisemita. Il Volkan pubblicò un totale di 110 numeri durante la sua esistenza.